# ミュラー・フォン・ライヒェンシュタイン

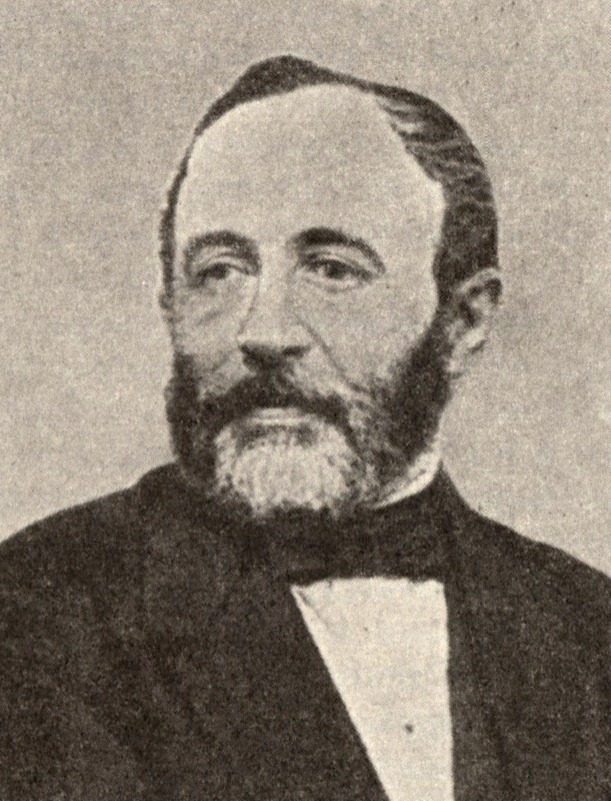
フランツ＝ヨーゼフ・ミュラー・フォン・ライヒェンシュタイン

フランツ＝ヨーゼフ・ミュラー・フォン・ライヒェンシュタイン（Franz-Joseph Müller von Reichenstein、1740年7月1日 - 1825年10月12日）はオーストリアの化学者、鉱物学者。テルルの発見者とされている。ライヘンシュタイン男爵ともいう。

## 生涯
トランシルヴァニアのヘルマンシュタットに生まれた。ウィーンで学びその後シェルメツバーニャの鉱山学校に学んだ。鉱業委員会に勤め、鉱山の管理者になった。ルーマニアで発見された鉱石の成分を分析し未知金属を含んでいると結論した。サンプルをドイツの代表的分析化学者クラプロートに送った。1797年、クラプロートによってテルルが単離された。クラプロートによってテルルの発見者とされた。
テルルは1789年ハンガリーのキタイベル・パールが独立して発見している。